# Пироженко Олег Віталійович
Олег Віталійович Пироженко (нар. 31 липня 1967, ст. Вешенська, Вешенський район, Ростовська область, РРФСР) — радянський та український футболіст, воротар.

## Життєпис
Народився в станиці Вешенська Ростовської області. Вихованець ворошиловграської Школи-інтернату спортивного профіля. Футбольну кар'єру розпочав у 1984 році в клубі другої ліги радянського чемпіонату «Нива» (Бережани), за яку зіграв 1 матч. Наступного року «Нива» (Бережани) переїхала до обласного центру, де у той час не було команди майстрів, після чого змінила назву на «Нива» (Тернопіль). Як і в Бережанах гравцем основи не був, на поле виходив дуже рідко: 1985 році зіграв 2 матчі в чемпіонаті СРСР, а в 1986 році — 1 поєдинок. З 1987 по 1988 рік проходив військову службу. По її завершенні в 1989 році повернувся до тернопільської «Ниви», у команді провів два сезони, проте гравцем основної обойми не був (1989 рік — 10 матчів, 1990 рік — 6 матчів).
У 1991 році вирішив змінити обстановку й перейшов до «Прикарпаття». На той час команда виступала у Другій нижчій лізі, а Олег намагався стати основним воротарем команди. В останньому розіграші чемпіонату СРСР зіграв 14 матчів. Наступний сезон Пироженко також розпочав у складі «Прикарпаття», при цьому отримав український паспорт, завдяки чому не вважався легіонером. У кубку України дебютував 16 лютого 1992 року в нічийному (0:0) поєдинку 1/32 фіналу проти олександрійської «Поліграфтехніки» (у серії післяматчевих пенальті з рахунком 4:3) олександрійці вирвали перемогу). Пироженко вийшов на поле в стартовому складі та відіграв увесь матч. У Вищій лізі вперше вийшов на футбольне поле 7 березня 1992 року в нічийному (0:0) домашньому поєдинку й-о туру підгрупи 2 проти луцької «Волині». Олег вийшов на поле в стартовому складі та відіграв увесь матч. У футболці «Прикарпаття» у чемпіонатах СРСР та України зіграв 64 матчі, ще 9 поєдинків провів у кубку України.
Сезон 1994/95 розпочав у стрийській «Скалі», за яку дебютував 5 квітня 1995 року в програному (0:3) виїзному поєдинку 24-о туру Першої ліги проти «ЦСКА-Борисфен». Пироженко вийшов на поле на 46-й хвилині, замінивши Юрія Вірта. У команді провів півтора сезони, боровся за місце основного воротаря команди, проте цю боротьбу програв (24 матчі в Першій лізі та 1 поєдинок у кубку України). Під час зимової перерви сезону 1995/96 завершив кар'єру футболіста.